# Áldojávri
Áldojávri är en sjö i Finland. Den ligger i kommunen Utsjoki i landskapet Lappland, i den norra delen av landet, 1 100 km norr om huvudstaden Helsingfors. Áldojávri ligger 312,6 meter över havet. Omgivningarna runt Áldojávri är i huvudsak ett öppet busklandskap. Arean är 38,9 hektar och strandlinjen är 3,43 kilometer lång. Sjön  ingår i Tana älvs huvudavrinningsområde. 